# Eucinostomus gula
Eucinostomus gula és una espècie de peix pertanyent a la família dels gerrèids.

## Descripció
- Pot arribar a fer 23 cm de llargària màxima (normalment, en fa 15).
- 9 espines i 10-10 radis tous a l'aleta dorsal i 3 espines i 7 radis tous a l'anal.[6][7][8]

## Alimentació
Menja probablement petits invertebrats bentònics.

## Depredadors
Als Estats Units és depredat per la barracuda (Sphyraena barracuda).

## Hàbitat
És un peix d'aigua dolça, salabrosa i marina; associat als esculls i de clima subtropical (43°N-51°S) que viu fins als 55 m de fondària.

## Distribució geogràfica
Es troba a l'Atlàntic occidental: des de Massachusetts i Bermuda fins a l'Argentina, incloent-hi el golf de Mèxic i el mar Carib.

## Ús comercial
Es comercialitza fresc però la seua carn no és gaire apreciada.

## Observacions
És inofensiu per als humans.